# ラインプロダクツ
有限会社ライン・プロダクツ（LINE PRODUCTS）は、2001年3月に設立された日本の芸能事務所。
タレントのマネージメントのみならず、キャスティング業務、テレビ番組の企画・制作も手がけるなど、幅広い業務を展開している。

## 概要
2001年3月にグラビアアイドルプロダクションとして設立。同年、大城美和がテレ朝エンジェルアイに抜擢されたことにより確固たるグラビアアイドル事務所の位置を確立し、多数のグラビアアイドルを発掘、育成・マネージメントを行う。
2004年に制作事業を開始し、テレビ番組、携帯公式サイトなどを手がける。

## 制作

### テレビ番組
- 「アイドルD」
- 「情報ヴィーナス」

### 携帯公式サイト
- au「ぶっちゃけアイドル」

## 所属モデル

### 女性
- 安ケ平結
- 森田歩佳
- 後藤玲奈
- 吉野歩惟
- 山根有紀
- 神原夏美
- 北村唯葉
- 工藤梢
- 立原美咲
- 平田美佳子
- 宮島奈穂
- 森山奈美絵
- 佐々木さゆり
- 庄田絢香

### 男性
- 大柳一稀
- 吉岡尚輝
- 榎玲耶
- 佐藤瞭
- 鈴木勇士
- 若井隼
- 上野空夢
- 續橋詳章
- 長浦誠人
- 井上直紀
- 小笠原羽恭
- 﨑口量太
- 白石竜成
- 山内亜土夢
- 朝倉啓太
- 東夏輝
- 菅原真
- 中林竜清
- 小川竜太郎
- Ray
- モルシェッドシッディー颯也
- 代田悠記
- 菅原拓也
- 佐藤立弥
- 田谷歩夢
- 伴野祐希

## 所属タレント

### タレント
- 岡田ひかり
- 璃娃
- 山本絵美

### 俳優
- 松田啓佑

### グラビア
- 南海杏奈

## 過去の所属タレント
- 大城美和
- 武田歩弓
- 最上ゆき
- 別所彩香
- 長峰由佳
- 鵜飼りえ
- 乾曜子
- 伊藤美希
- 大津あずさ
- れいな
- 藤咲みゆ
- 大島悠希
- 山下萌梨
- 桜井涼夏
- 川上絵理香
- NON